# Standing Stones des Weltkulturerbes Orkney
Dem Weltkulturerbe The Heart of Neolithic Orkney auf der Orkneyinsel Mainland (Schottland) werden zurzeit vier Menhire zugerechnet. Entsprechend dem fachsprachlichen Gebrauch in der englischen Literatur handelt es sich bei den Standing Stones, um nicht gruppierte Setzungen von Einzelsteinen.

## Beschreibung
Die Steine des Weltkulturerbes stehen zu beiden Seiten der früheren Furt (heutigen Brücke) am Übergang der Lochs von Stenness und Harray. Die Steine nördlich des Übergangs sind auf der Landzunge Ness of Brodgar.
- der Comet Stone 59° 0′ 8,3″ N, 3° 13′ 47,3″ W (HY 294 134)[3]
- der Bridge Stone

Die Steine am Südufer der Lochs sind:
- der Watch Stone58° 59′ 42,8″ N, 3° 12′ 37,3″ W (HY 305 126)[4]
- der Barnhouse Stone. 58° 59′ 28,3″ N, 3° 11′ 50,9″ W (HY 312 121)[5]

Auf dem Ness of Brodgar sowie am Südufer der Seen gibt es zudem je eine paarweise Setzung von kleineren Steinen. Die eine Gruppe befindet sich in der Nähe des Ring of Brodgar, die zweite dicht beim Watch Stone.
Ferner gibt es die gesicherte Erkenntnis, dass es in früheren Zeiten weitere, große Menhire in diesem Areal gab. Bis ins 19. Jahrhundert ist zum Beispiel der Odin Stone belegt, der in der Orkney folklore eine herausragende Stellung einnimmt und sich in der Nähe der Barnhouse Siedlung befunden haben muss, bevor er als Steinbruch für einen Stall endete.
Menhire sind in aller Regel schwierig zu datieren, wenn man sie nicht aus den Verankerungen hebt, um vom Boden der Setzgruben evtl. datierungsfähiges Material zu gewinnen. Derartige Untersuchungen hat es auf Orkney bisher nicht gegeben. Dennoch wird relativ einhellig davon ausgegangen, dass sie im Zusammenhang mit den umliegenden Großbauten – oder nur wenig später – aufgestellt wurden, von denen zumindest Maeshowe und die Stones of Stenness einigermaßen gesichert auf das frühe 3. Jahrtausend v. Chr. datiert sind.
Über die Form der Steine wird zumal in der populärwissenschaftlichen Literatur ähnlich wild spekuliert wie über jene der Steine, die in Brodgar, Stenness und Maeshowe Verwendung fanden. Sie sind natürlich bedingt, gehen zurück auf natürliche Verwitterungsformen des Middle Old Red Sandstones, wie sie sich an den Steilküsten und in den Steinbrüchen auf Orkney beobachten lassen. Das schließt nicht aus, dass das eine oder andere ausgewählte Naturprodukt vor der Aufstellung bearbeitet wurde, um eine idealtypische Form darzustellen oder den gebrochenen Block konkreten baulichen Erfordernissen anzupassen. Spuren derartiger Bearbeitungen haben sich bis heute jedoch nicht nachweisen lassen.

## Comet Stone
Der Comet Stone liegt dem Ring of Brodgar am nächsten. Er ist mit etwa 1,75 m Höhe ein relativ kleiner, schlanker Stein. Was das Objekt interessant macht, ist die Art und Weise, wie er aufgestellt wurde. Er steht nämlich in der Mitte einer fast kreisrunden Plattform von etwa 14,0 m Durchmesser, die sorgfältig aus dem anstehenden Gestein herauspräpariert wurde. In der Plattform fand man zwei weitere Setzlöcher, die allerdings so klein sind, dass sie eher als Pfostenlöcher für Holzbalken interpretiert werden, so wie die kleinen, heute nicht mehr sichtbaren Pfostenlöcher zwischen dem Eingang und der zentralen Steinsetzung bei den Stones of Stenness. Seine tatsächliche Funktion ist unbekannt. Die von A. Thom beschriebenen Zusammenhänge mit dem Ring of Brodgar als steinzeitliches Mondobservatorium werden von Vertretern der archäologischen Forschung immer noch abgelehnt.
Es wurde auch vermutet, dass der Stein einst Teil eines Dolmens war, ähnlich jenem, die einst im Zentrum der Stones of Stenness stand.
Der poetische Name des Monolithen – der Kometenstein wurde wahrscheinlich erst im späten 19. oder frühen 20. Jahrhundert von Antiquaren geprägt, die den Stein als „den Ring von Brodgar umkreisend“ ansahen. Ob der Stein zumindest im späten 19. Jahrhundert unter irgendeinem Namen bekannt war, ist offen. In den 1890er Jahren schrieb der Einheimische George Marwick, dass ihn die alten Männer als „Ulie Stane“ (was „Ölstein“ bedeutet) bezeichnet haben.
Die Verwendung des Wortes „Öl“ im Zusammenhang mit dem Stein deutet auf Traditionen hin, die anderswo als Steinkult besser belegt sind. Es ist überliefert, dass trotz Edikten gegen die Salbung von stehenden Steinen eine Tradition, die in Vorderasien und anderswo in Europa bis ins frühe 20. Jahrhundert erhalten blieb, wo Steine mit Honig, Öl und Wachs beschmiert wurden. Durch die Salbung von Mazzeben, heiligen Steinen, wurden diese geweiht (Gen 28,18; Gen 31,13; Gen 35,14).
Dies hat Parallelen zum Kometenstein, von dem man annahm, dass er einst der Überrest eines versteinerten Riesenfiedlers war.

## Bridge Stone
Der Bridge Stone ist mit knapp unter 4,0 m der zweitgrößte des Komplexes. Er steht zwar in markanter Position nördlich des Übergangs, seine Funktion ist aber unbekannt. Als einfacher Markierungsstein für die Furt ist er jedenfalls zu groß – wenn denn im frühen 3. Jahrtausend v. Chr. die Landbrücke an ihrer tiefsten Stelle bereits überflutet war.

## Watch Stone

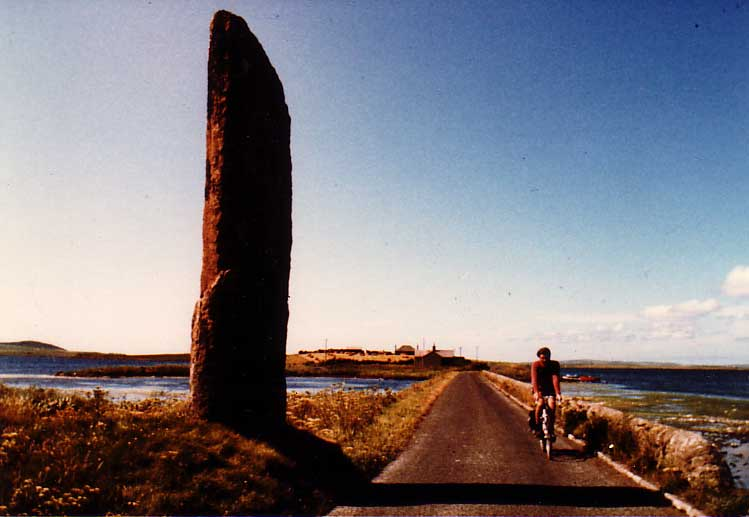
Der Watch Stone

Der Watch Stone ist ein gewaltiger, ebenmäßiger Stein, der gut 5,5 m aufragt – und wohl mindestens noch einmal geschätzte 1,7 m bis 2,0 m tief in der Erde steckt. Damit übertrifft er selbst die größten im Maeshowe verbauten Steine. Auch seine Funktion ist unbekannt, wird aber in engem Zusammenhang mit dem gleichfalls markanten Bridge Stone gesehen.

## Barnhouse Stone
Der Barnhouse Stone ist wenige Zentimeter kleiner als der Comet Stone, zeichnet sich aber gegenüber den vorstehend beschriebenen Steinen durch seine unregelmäßige, in die Breite gehende Form aus (ähnlich jener Form, wie sie für den verlorengegangenen Odin Stone beschrieben wird). Für den Barnhouse Stone gibt es aber eine einvernehmliche Funktionsbeschreibung: Er wird als outlier zum benachbarten Maeshowe Grab gesehen, diente möglicherweise als grober Anhaltspunkt bei der Beobachtung der jahreszeitlichen Veränderungen des Sonnenstandes und damit wohl der möglichst präzisen Bestimmung des Zeitpunktes zum Verschließen des Grabes, damit der im Innern zu beobachtende Lichteffekt zur Geltung kommen konnte.